# Предупреждение о нарушении авторских прав (YouTube)

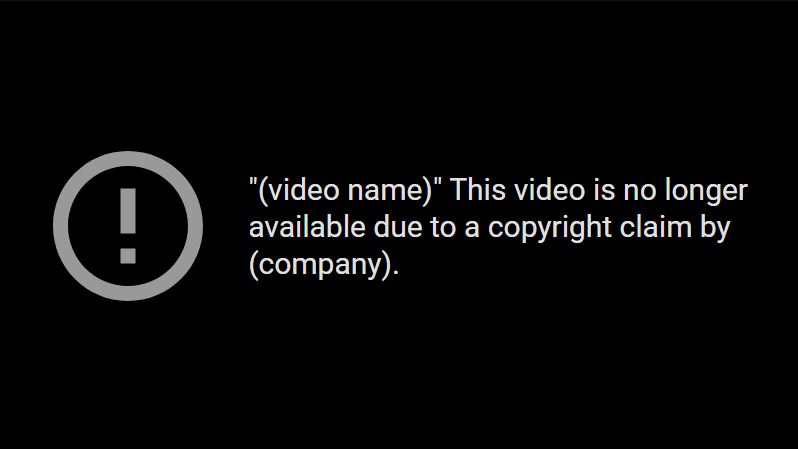
Предупреждение о нарушении авторских прав на YouTube

Предупреждение о нарушении авторских прав (сленг. «страйк») на YouTube —  практика защиты авторских прав, используемая YouTube для борьбы с нарушениями авторских прав и соблюдения Закона об авторском праве в цифровую эпоху. Закон об авторском праве в цифровую эпоху (DMCA) является основой системы предупреждения о нарушении авторских прав в YouTube. Чтобы YouTube сохранял звание защитника DMCA, компания должна отвечать на любые претензии о нарушении авторских прав уведомлением и последующим удалением помеченного контента. Собственная практика YouTube заключается в том, чтобы объявлять «предупреждение о нарушении авторских прав YouTube» пользователю, обвиняемому в нарушении авторских прав. Когда пользователь YouTube получает предупреждение о нарушении авторских прав, он должен посмотреть видео с предупреждением о правилах авторского права и ответить на простые вопросы о понимании сути авторского права. Когда пользователь YouTube получает три предупреждения о нарушении авторских прав, YouTube закрывает все каналы этого пользователя, включая все связанные с ним, удаляет все его видео и запрещает этому пользователю создавать другой канал YouTube.
YouTube назначает предупреждения на основании сообщений о нарушении авторских прав от ботов.
Некоторые пользователи выразили обеспокоенность тем, что процесс выдачи уведомления несправедлив по отношению к пользователям. Претензия заключается в том, что система априори предполагает вину пользователя и становится на сторону правообладателей даже тогда, когда нарушения не произошло.
YouTube и Nintendo подверглись критике со стороны Кори Доктороу, автора блога Boing Boing, из-за того, что они, как сообщается, несправедливо обращаются с обозревателями видеоигр, угрожая им уведомлениями.

## Причины получения предупреждений

### Разногласия по поводу того, что представляет собой добросовестное использование
Добросовестное использование — это юридическое обоснование повторного использования контента, защищённого авторским правом, ограниченным образом, например, для обсуждения или критики других средств массовой информации. Различные создатели YouTube сообщают о получении предупреждений о нарушении авторских прав за использование мультимедиа даже в контексте добросовестного использования.

### Подавление критики
Создатели YouTube сообщают о получении предупреждений о нарушении авторских прав в отношении видеороликов, критикующих корпоративные продукты. Они утверждают, что уведомления в данном контексте использовалось как стратегия подавления критики.

### Уведомления за размещение собственных работ
Предупреждения о нарушении авторских прав иногда бывают вынесены против самих авторов. Канал Miracle of Sound получил несколько предупреждений о нарушении авторских прав в результате автоматических предупреждений со стороны дистрибьютора их собственной музыки.

### Уведомления за произведения, находящиеся в общественном достоянии
В аналогичном инциденте с такими уведомлениями, хотя и на другом форуме, Sony отправила автоматическое предупреждение о нарушении авторских прав на Джеймса Роудса за видео на Facebook, на котором он играет часть произведения Баха, на том основании, что они владели авторскими правами на аналогичную запись. Когда уведомление было оспорена, Sony заявляли, что они владеют правами на произведение, прежде чем, наконец, признать, что произведения Баха находятся в общественном достоянии.

### Уведомления по неизвестным причинам
Некоторые контент-мейкеры на YouTube сообщают, что не понимают, почему они получили предупреждения.
Это может быть связано с тем фактом, что 99,95% уведомлений об удалении DMCA фактически отправляются по случайным URL-адресам, которые могли существовать в допустимом формате, но на самом деле не используются в момент отправки уведомления об удалении. Это работа ботов, у которых не имеется законных претензий на какие-либо авторские права, пытающихся рассылать уведомления от DMCA по различным незаконным причинам, таких как получение преимущества в конкурентной борьбе.